# Kevin Smith

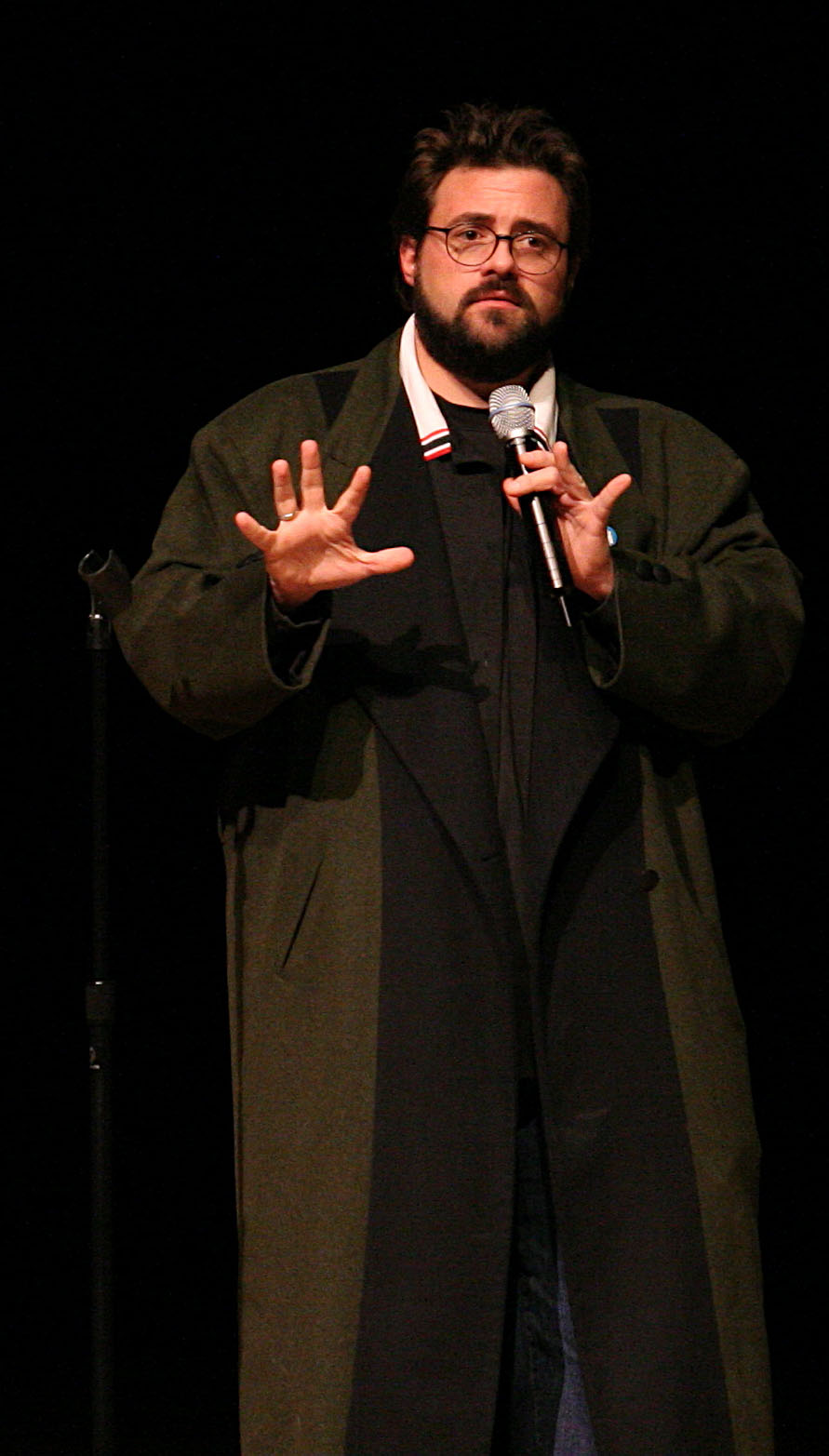
Kevin Smith 2006.

Kevin Patrick Smith, född 2 augusti 1970 i Red Bank i Monmouth County i New Jersey, är en amerikansk filmregissör, manusförfattare och skådespelare. Han regisserar vanligtvis komedifilmer som han själv skriver manus till med tyngdpunkt på dialogen.
Kevin Smith är bland annat känd för att ha regisserat filmerna med Jay och Silent Bob (spelade av Jason Mewes respektive Kevin Smith själv). Ända sedan hans genombrott med den svartvita filmen Clerks 1994 har dessa karaktärer figurerat i ett flertal av hans filmer. Förutom filmmanus har Smith även skrivit ett antal seriealbum, främst om Daredevil, Elektra och Spindelmannen, och ett par böcker.

## Biografi
Smith gick på filmskola i Vancouver men hoppade av. Inspirerad av Richard Linklaters svartvita lågbudgetfilm Slacker finansierade Smith sin första spelfilm Clerks (även den filmad i billigare svartvitt), genom att trassera sina kreditkort till max och genom att sälja sin serietidningssamling. Han fick även oväntad hjälp då hans hem drabbades av översvämning och han kunde använda försäkringspengarna till att delfinansiera filmen. Smiths chansning betalade sig då Harvey Weinstein från Miramax Films köpte distributionsrättigheterna och han gjorde på detta sätt sitt genombrott.
Efter Clerks gjorde Smith Mallrats, som var en mer renodlad komedi. Den togs inte emot lika väl bland kritikerna som Clerks och Smith bad till och med om ursäkt offentligt för filmen. Nästa film från Smith var Chasing Amy som hade en något allvarligare ton.
Kevin Smith är även känd för sina frispråkiga frågestunder där han samtalar med fans om sina filmer och om mycket annat. Några av dessa frågestunder finns utgivna på dvd under titlarna An Evening With Kevin Smith och An Evening With Kevin Smith 2: Evening Harder.
Smiths produktionsbolag View Askew Productions producerar såväl hans egna filmer som andras. Filmer som exempelvis A Better Place, Small Town Gay Bar, Vulgar och Now you know har gjorts med hjälp från Kevin Smith och hans produktionsbolag.
Kevin Smith publicerar också sedan 2007 sin poddradiosändning SModcast, tillsammans med vännen Scott Mosier (som även är producent på Smiths filmer), en gång per vecka.
I oktober 2008 hade Kevin Smiths film Zack and Miri Make a Porno amerikansk premiär. Huvudrollerna gjordes av Seth Rogen och Elizabeth Banks. Efter denna film regisserade Smith Cop Out, en "buddy cop"/komedifilm med Bruce Willis (som Smith träffade under inspelningen av Die Hard 4.0) och Tracy Morgan i huvudrollerna, som dock bemöttes negativt av kritiker och biobesökare. Cop Out var ovanlig för Smith i det att han regisserade en film som han inte skrivit manus till.
Smiths nästa film var en skräckfilm vid namn Red State. Denna planerades att filmas före Zack and Miri Make a Porno, men blev uppskjuten. Red State började spelas in 22 september 2010. Under en auktion, som var utannonserad att sälja distributionsrättigheterna till Red State vid Sundance Film Festival, utlyste Smith att han inte tänkte sälja rättigheterna utan han planerade att finansiera distributionen av filmen själv genom att ta med den och visa den i samband med en av sina frågestundsturnéer. Smiths nästa film kommer att handla om ishockey och går under namnet Hit Somebody (planerad att ha premiär 2012). Smith har sagt att han uttömt sin kreativa ådra och att Hit Somebody kommer att bli den sista film han regisserar.

## Privatliv
Kevin Smith är gift med Jennifer Schwalbach Smith sedan 1999. De har en dotter tillsammans, Harley Quinn (döpt efter Harley Quinn-figuren från Batmanserierna), som kan ses som Silent Bob som baby i filmen Stjärnor utan hjärnor. Familjen bor i Los Angeles, där en av Smiths två serietidningsaffärer; Jay and Silent Bob's Secret Stash; även huserar. Den första av dessa finns i Kevin Smiths hemtrakter i Red Bank, New Jersey, på USA:s östkust.
I februari 2018 drabbades Smith av en hjärtattack. Han överlevde utan bestående men, men den behandlande läkaren menade att orsaken var att Kevin Smith sedan barnsben växt upp på mycket transfetter och det har lett till att Smith har blockeringar i flera kärl.
Smith är öppen med att han röker mycket marijuana till vardags och detta har länge varit ett stående skämt i hans filmer, men han har sagt att han inte började röka marijuana på allvar förrän han blev hög tillsammans med Seth Rogen under inspelningen av Zack and Miri Make a Porno.[källa behövs]

## Filmografi (urval)
- 1994 – Clerks
- 1995 – Mallrats
- 1996 – Drawing Flies (producent och skådespelare)
- 1997 – Will Hunting (exekutiv producent)
- 1997 – A Better Place (producent)
- 1997 – Chasing Amy
- 1999 – Dogma
- 2000 – Scream 3 (cameo)
- 2000 – Vulgar (producent och skådespelare)
- 2001 – Stjärnor utan hjärnor
- 2002 – Now You Know (skådespelare)
- 2003 – Daredevil (skådespelare)
- 2004 – Jersey Girl
- 2006 – Bottoms Up (skådespelare)
- 2006 – Southland Tales (skådespelare)
- 2006 – Clerks II
- 2007 – Reaper (TV-serie)
- 2007 – Catch and Release (skådespelare)
- 2007 – Die Hard 4.0 (skådespelare)
- 2008 – Zack and Miri Make a Porno
- 2009 – Fanboys (skådespelare)
- 2010 – 4.3.2.1 (skådespelare)
- 2010 – Cop Out
- 2011 – Red State
- 2012 – For a Good Time, Call... (skådespelare)
- 2012 – Jay and Silent Bob Get Old: Tea Bagging in the UK (TV-film)
- 2013 – Jay and Silent Bob Get Irish: The Swearing O' the Green (TV-film)
- 2014 – Tusk
- 2016 – Yoga Hosers
- 2016 – Holidays (segment: Halloween)
- 2016 – Shooting Clerks (producent och skådespelare)
- 2019 – Madness in the Method (skådespelare)
- 2019 – Jay and Silent Bob Reboot
- 2020 – Killroy Was Here
- 2022 – Clerks III